# فرودگاه آمینوفیلین
فرودگاه آمینوفیلین (به انگلیسی: Dobo Airport) (به زبان بومی: Bandar Udara Dobo) یک فرودگاه با کد یاتا DOB است . این فرودگاه در کشور اندونزی قرار دارد .

## شرکت‌های هواپیمایی و مقصدهای پروازی
| شرکت‌های هواپیمایی | مقصدهای پروازی   |
| ----------------- | ---------------- |
| تریگانا ایر سرویس | پتیمورا، Langgur |
| وینگز ایر         | پتیمورا          |